# Thelonious Monk
Thelonious Sphere Monk (10. oktober 1917 – 17. februar 1982) var en amerikansk jazzpianist og komponist.
Hans unikke klaverteknik, improvisationsteknik og kompositioner gjorde ham til en af jazzens mest helstøbte og originale musikere.
Som teenager spillede han i ca. 2 år sammen med en omrejsende vækkelsesprædikant. Denne tidlige forankring omkring gospeltraditionen satte sig mærkbare spor i hans musik, hvilket især kunne mærkes i hans konstante rytmiske drive.
Monk er ligeledes bemærkelsesværdig derved, at hans personlige musikalske univers fremstod fuldt færdigt allerede i 1947, da han etablerede sig som bandleder, og det forblev uændret de næste 25 år.
Selv om han i lange perioder var mentalt ustabil, så var hans enestående musikalske skaben præget af en altid krystalklar og konsekvent musikalsk logik.

## Thelonious Monk i Danmark
Thelonious Monk har spillet flere gange i Danmark:
- 1961 17. maj: Thelonious Monk Quartet i Odd Fellow Palaeat, Danmarks Radio (Thelonious Monk, Charlie Rouse, John Ore og Frankie Dunlop)[3]
- 1963 9. marts: Thelonious Monk Quartet i Odd Fellow Palæet, Danmarks Radio[4]
- 1964 21. februar: Thelonious Monk Quartet, Tivolis Koncertsal[5]
- 1964 21. februar: Thelonious Monk Quartet i Odd Fellow Palæet[4]
- 1966: Thelonious Monk i København[6][7][8]
- 1966 17. april: Thelonious Monk Quartet, Danmarks Radio TV recording, Tivoli[9]
- 1966 16. april: Thelonious Monk Quartet, DR-TV recording, TV-Byen[9]
- 1967 1. november: Thelonious Monk Quartet, Quintet, Octet, & Nonet, Danmarks Radio, Tivoli[9]
- 1971 9. november: Giants of Jazz i Tivoli.  Thelonious Monk med Dizzy Gillespie, Sonny Stitt, Kai Winding, Al McKibbon og Art Blakey[10][11]

## Kulturelle referencer
Salim Ghazi Saeedi har i sit album fra 2011 "Human encounter" dedikeret en sang til Thelonious Monk, der hedder "For Thelonious, and His 88 Holy Names".